# Lorenzenita
La lorenzenita és un mineral de la classe dels silicats. Rep el nom en honor de Johannes Theodor Lorenzen (1855-1884), mineralogista danès.

## Característiques
La lorenzenita és un silicat de fórmula química Na₂Ti₂(Si₂O₆)O₃. Cristal·litza en el sistema ortoròmbic. La seva duresa a l'escala de Mohs és 6.
Segons la classificació de Nickel-Strunz, la lorenzenita pertany a «09.DB - Inosilicats amb 2 cadenes senzilles periòdiques, Si₂O₆; minerals relacionats amb el piroxens» juntament amb els següents minerals: balifolita, carfolita, ferrocarfolita, magnesiocarfolita, potassiccarfolita, vanadiocarfolita, lintisita, punkaruaivita, eliseevita, kukisvumita, manganokukisvumita, vinogradovita, paravinogradovita, nchwaningita, plancheïta, shattuckita, aerinita i capranicaïta.
L'exemplar que va servir per a determinar l'espècie, el que es coneix com a material tipus, es troba conservat a la Universitat de Copenhagen.

## Formació i jaciments
Va ser descoberta a la pegmatita Narssârssuk, situada a l'altiplà de Narsaarsuk, a Igaliku (Kujalleq, Groenlàndia). Tot i tractar-se d'una espècie no gaire habitual ha estat descrita en tots els continents del planeta a excepció d'Oceania i l'Antàrtida.